# Мууринен, Киммо
Киммо Мууринен (фин. Kimmo Muurinen; род. 23 февраля 1981, Вантаа, Финляндия) — финский профессиональный баскетболист, игравший на позиции тяжёлого форварда.

## Карьера

### Клубная
Начал карьеру в 2000 году в команде «Панттерит», где отыграл сезон, затем перешёл в клуб «Вантаа». С 2002 по 2004 год выступал в США за команду NCAA «Арканзас Троянс». Затем вернулся в Финляндию, где 5 сезонов провёл в клубе «Хонка».
В 2009 году переехал в Италию, где выступал за клуб «Нуово», представляющий Неаполь. Через некоторое время в команде случился кризис, и её покинул ряд ключевых игроков, в том числе и Мууринен, который перешёл в другой итальянский клуб - «Скафати». Летом 2010 года игрок присоединился к немецкому «Скайлайнерс», с которым подписал контракт сроком на один год. В сезоне 2011-12 годов игрок вернулся в Финляндию.

### Международная
Выступал за национальную сборную Финляндии, в 2011 и 2013 годах выступал на европейском первенстве, а команда дважды становилась девятой.

## Личная жизнь
Женат на Дженни Мууринен (в девичестве - Лааксонен), у пары двое сыновей. 

## Достижения
- Чемпион Финляндии: 2013
- Обладатель Кубка Финляндии: 2009
- Лучший новичок чемпионата Финляндии: 2001